# 全內反射螢光顯微鏡

(Cis-)全內反射螢光顯微鏡 (TIRFM) 圖

1. 樣品
2. 損耗波範圍
3. 蓋玻片
4. 浸油
5. 物镜
6. 發射光束（信號）
7. 激發光束

全内反射荧光显微镜（total internal reflection fluorescent microscope，TIRFM），利用光線全反射後在介質另一面產生衰逝波的特性，激發荧光分子以觀察螢光標定樣品的極薄區域，觀測的動態範圍通常在200nm以下。因為激發光呈指數衰減的特性，只有極靠近全反射面的樣本區域會產生螢光反射，大大降低了背景光雜訊干擾觀測標的，故此項技術廣泛應用於細胞表面物質的動態觀察。